# Activ
Activ ist eine ehemalige rumänische Dance-Pop-Band aus Timișoara.
Die Gruppe wurde mit den Songs Sunete, Superstar, Zile cu tine, Lucruri simple, Doar cu tine, Feel Good, Music is drivin'me crazy, Reasons und Without U einem größeren Publikum bekannt. 2010 lösten die Bandmitglieder das Trio auf,
um sich einer Karriere als Solokünstler zu widmen.

## Erfolge
Die ersten Alben der Gruppe – Sunete („Laut/Klang“) im Jahre 1999 und În Transă (2002) – fanden beim Publikum noch nicht großen Anklang. Aber mit ihren Alben Motive (Gold in Rumänien) und Superstar hatten Activ 2004/2005 vor allem in ihrer Heimat Erfolg. Die bekanntesten Songs von diesen Alben sind „Doar cu tine“ („Nur mit dir“ – erschien 2005 auch auf dem DJ Summer Bonus Sampler des schwedischen The Dance Division-Label), „Visez“ („Ich träume“), „Superstar“, „Zile cu tine“ („Tage mit dir“) und „Lucruri simple“ („Einfache Dinge“). Im April 2007 erschien ihr Album Everyday, auf dem hauptsächlich Englisch gesungen wird. Es enthält u. a. die Hitsingle „Reasons“ und die Clubnummer „S-a furat mireasa“.

## Diskografie

### Alben
- 1999: Sunete
- 2002: În Transă
- 2004: Motive
- 2005: Superstar
- 2007: Everyday

## Auszeichnungen
Nominiert für die Romanian Music Awards
- 2008: in der Kategorie „Best Song“ für Under My Skin
- 2008: in der Kategorie „Best Web“ für www.activmusic.ro

Nominiert für die MTV Europe Music Awards
- 2004: in der Kategorie „Best Romanian Act“
- 2007: in der Kategorie „Best Romanian Act“